# منتخب بيلاروسيا الأولمبي لكرة القدم
منتخب بيلاروسيا الأولمبي لكرة القدم (بالروسية: Олимпийская сборная Белоруссии по футболу)‏ هو ممثل روسيا البيضاء الرسمي في المنافسات الدولية في كرة القدم في الألعاب الأولمبية
.